# Stelis lindleyana
Stelis lindleyana là một loài thực vật có hoa trong họ Lan. Loài này được Cogn. miêu tả khoa học đầu tiên năm 1896.